# Táchira
Táchira é um dos estados da Venezuela.

## Municípios
1. Andrés Bello (Cordero)
2. Antonio Rómulo Costa (Las Mesas)
3. Ayacucho (Colón)
4. Bolívar (San Antonio del Táchira)
5. Cárdenas (Táriba)
6. Córdoba (Santa Ana del Táchira)
7. Fernández Feo (San Rafael del Piñal)
8. Francisco de Miranda (San José de Bolívar)
9. García de Hevia (La Fria)
10. Guasimos (Palmira)
11. Independencia (Capacho Nuevo)
12. Jauregui (La Grita)
13. José María Vargas (El Cobre)
14. Junín (Rubio)
15. Libertad (Capacho Viejo)
16. Libertador (Abejales)
17. Lobatera (Lobatera)
18. Michelena (Michelena)
19. Panamericano (Coloncito)
20. Pedro María Ureña (Ureña)
21. Rafael Urdaneta (Delicias)
22. Samuel Darío Maldonado (La Tendida)
23. San Cristóbal (San Cristóbal)
24. San Judas Tadeo (Umuquena)
25. Seboruco (Seboruco)
26. Simón Rodrígues (San Simón)
27. Sucre (Queniquea)
28. Torbes (San Josecito)
29. Uribante (Pregonero)